# 7 Pułk Ułanów (austro-węgierski)

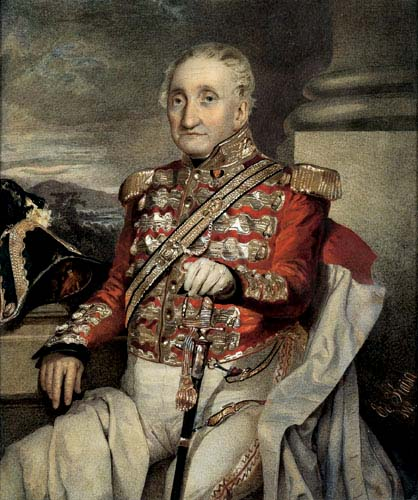
Ks. Friedrich Franz Xaver of Hohenzollern-Hechingen

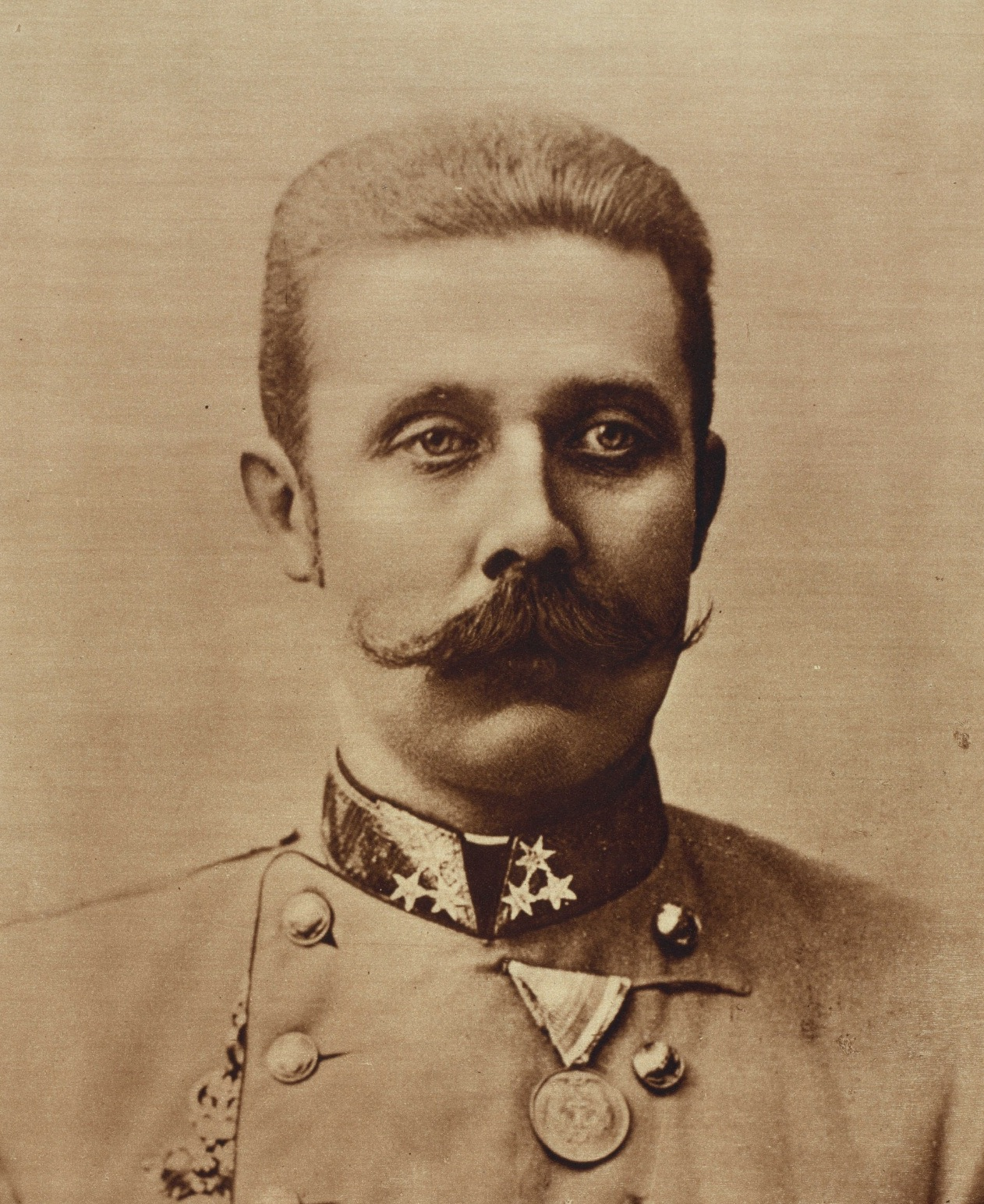
Franciszek Ferdynand

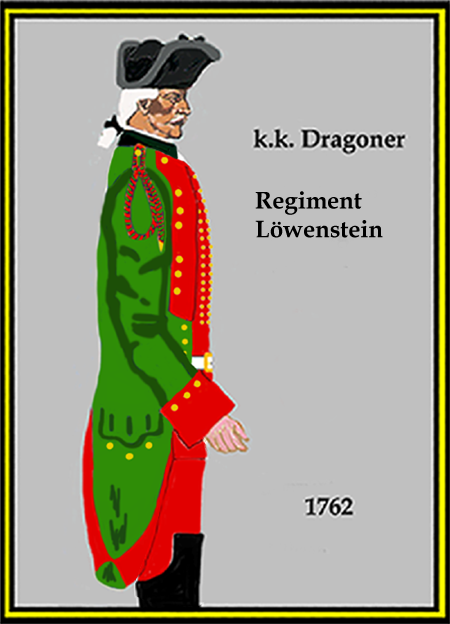
Dragon Regimentu Löwenstein w 1762

Pułk Ułanów Nr 7 – pułk kawalerii cesarskiej i królewskiej Armii.

## Historia pułku
Oddział powstał w 1758 jako Regiment Dragonów Löwenstein. W 1798 roku oddział został przemianowany na 4 Lekki Pułk Dragonów, w 1802 roku na 2 Pułk Szwoleżerów, a 1 czerwca 1851 roku na 7 Pułk Ułanów.
Kolejnymi szefami pułku byli:
- generał kawalerii Christian Philipp Fürst von Löwenstein-Wertheim (1759),
- FML Carl Richecourt und Nay (1781 – †1789)
- FML Andreas Karaicsay von Vale-Szaka (1789 – 1800),
- książę, marszałek polny Friedrich Franz Xaver of Hohenzollern-Hechingen(inne języki) (1801 – †6 IV 1844),
- FML Friedrich Anton von Hohenzollern-Hechingen (1844 – †13 XII 1847),
- arcyksiążę, generał kawalerii Karol Ludwik (1848 – †19 V 1896),
- arcyksiążę, generał kawalerii Franciszek Ferdynand (1897 – †28 VI 1914).

Swoje święto pułk obchodził 17 czerwca w rocznicę bitwy pod Wisternitz, stoczonej z pruskim regimentem jazdy w 1758.
W 1879 roku sztab pułku razem z kadrą uzupełniającą stacjonował w Brzeżanach.
W latach 1885– 1888 pułk stacjonował na Słowacji (sztab w Michalovcach, kadra zapasowa w Koszycach), a rekruta otrzymywał z Okręgu Uzupełnień Nr 55 (Brzeżany).
W 1888 sztab pułku został przeniesiony do Lwowa, a kadra zapasowa do Brzeżan.
Do 1905 roku sztab pułku razem z 1. dywizjonem stacjonował w Mostach Wielkich, 2. dywizjon w Kamionce Strumiłowej, a kadra zapasowa w Brzeżanach. Pułk wchodził w skład 21 Brygady Kawalerii we Lwowie.
W latach 1905–1914 pułk stacjonował w Stockerau z wyjątkiem kadry zapasowej, która pozostawała w Brzeżanach na terytorium 11 Korpusu, z którego czerpała uzupełnienia. Pułk wchodził w skład 10 Brygady Kawalerii.
Żołnierze nosili czapki ciemnozielone, guziki srebrne.

## Organizacja pokojowa pułku
- Komenda
- pluton pionierów
- patrol telegraficzny
- kadra zapasowa
- 1. dywizjon
- 2. dywizjon

W skład każdego dywizjonu wchodziły trzy szwadrony liczące 117 ułanów. Stan etatowy pułku liczył 37 oficerów oraz 874 podoficerów i żołnierzy.

## Kadra
Komendanci pułku
- płk Jacob Graf Choiseul-Stainville (1758)
- płk Wilhelm Gradl (1879)
- płk Julius von Boyneburgk (1885 – 1888)
- płk Franz Czeyda (od 1888)
- płk Hugo Janoch ( – 1905 → komendant 15 Brygady Kawalerii)
- płk Ferdinand von Dondorf (1905 – 1909 → komendant 20 Brygady Kawalerii)
- płk Oskar Mold von Mollheim (1909 – 1914)
- płk Ernst Primavesi (od 1914)

Oficerowie i podoficerowie
- mjr Józef Zaleski
- Roman Żaba
- ppor. Henryk Starzeński (1879–1883)